# Bapaume
Bapaume település Franciaországban, Pas-de-Calais megyében. Lakosainak száma 3718 fő (2022. január 1.). Bapaume Favreuil, Ligny-Thilloy, Riencourt-lès-Bapaume, Avesnes-lès-Bapaume, Bancourt, Beaulencourt és Biefvillers-lès-Bapaume községekkel határos.

## Népesség
A település népességének változása:
| Lakosok száma | 3977 | 3956 | 4272 | 3887 | 3817 | 3748 | 3749 | 3733 | 3718 |
|               | 2013 | 2015 | 2016 | 2017 | 2018 | 2019 | 2020 | 2021 | 2022 |